# Miguel Lopes
Pour les articles homonymes, voir Lopes.
Hugo Miguel Almeida Costa Lopes, né le 19 décembre 1986 à Vila Nova de Famalicão, est un footballeur international portugais évoluant au poste d'arrière droit.

## Biographie

### Carrière en club
Miguel Lopes commence sa carrière avec la réserve du Benfica Lisbonne,. En 2006, il signe en faveur du CD Opérario avec lequel il inscrit 7 buts en 21 match. Il évolue par la suite avec Rio Ave, (D2) pendant deux ans avec lequel il dispute 54 matches pour deux buts. En 2009, il signe en faveur du FC Porto,. Il ne dispute que 28 matches pour un but. Pendant deux saisons, il enchaine les prêts (Séville, en D2 Espagnole puis Braga). 
Le 8 janvier 2013, il signe un contrat de cinq saisons et demi en faveur du Sporting CP. Le 13 janvier 2013, il dispute son premier match avec les couleurs du Sporting sur la pelouse du SC Olhanense (victoire 2 à 0 du Sporting). Le 7 juillet 2013, Miguel Lopes est prêté à l'Olympique lyonnais par le Sporting Portugal pour une saison avec une option d'achat de 10 millions d'euros.  
Deux jours plus tard, l'entraîneur de l'Olympique lyonnais, Rémi Garde, avoue en conférence de presse que le choix qui avait poussé les dirigeants lyonnais à prendre Miguel Lopes plutôt que Sébastien Corchia, longtemps pressenti, était avant tout financier. Il gagnera tout de même sa confiance, participant pratiquement à toute la première partie de saison malgré une blessure lors du match face à Reims (victoire 2-0 de l'OL).

### Carrière internationale
Profitant de sa polyvalence, pouvant jouer latéral-droit ou latéral-gauche, il est convoqué par Paulo Bento pour la phase finale de l'Euro 2012. Il fête sa première sélection le 2 juin 2012 lors d'une rencontre amicale face à la Turquie à Lisbonne.

## Statistiques
| Saison           | Club                      | Pays     | Championnat   | Championnat | Championnat | Coupes nationales | Coupes nationales | Coupe d'Europe | Coupe d'Europe | Coupe d'Europe | Total  | Total |
| Saison           | Club                      | Pays     | Division      | Matchs      | Buts        | Matchs            | Buts              | Type           | Matchs         | Buts           | Matchs | Buts  |
| ---------------- | ------------------------- | -------- | ------------- | ----------- | ----------- | ----------------- | ----------------- | -------------- | -------------- | -------------- | ------ | ----- |
| 2007 - 2008      | Rio Ave                   | Portugal | D2            | 24          | 2           | 1                 | 0                 | -              | -              | -              | 25     | 2     |
| 2008 - 2009      | Rio Ave                   | Portugal | Liga          | 26          | 0           | 3                 | 0                 | -              | -              | -              | 29     | 0     |
| 2009 - 2010      | FC Porto                  | Portugal | Liga          | 12          | 0           | 7                 | 0                 | C1             | 0              | 0              | 19     | 0     |
| 2010 - 2011      | FC Porto                  | Portugal | Liga          | 0           | 0           | 1                 | 0                 | C3             | 0              | 0              | 1      | 0     |
| 2010 - 2011      | Betis Séville (prêt)      | Espagne  | Liga Adelante | 21          | 0           | 1                 | 0                 | -              | -              | -              | 22     | 0     |
| 2011 - 2012      | SC Braga (prêt)           | Portugal | Liga          | 10          | 0           | 2                 | 0                 | C3             | 1              | 0              | 13     | 0     |
| 2012 - jan. 2013 | FC Porto                  | Portugal | Liga          | 2           | 1           | 4                 | 0                 | C1             | 2              | 0              | 8      | 1     |
| jan. 2013 - 2013 | Sporting CP               | Portugal | Liga          | 14          | 0           | -                 | -                 | -              | -              | -              | 14     | 0     |
| 2013 - 2014      | Olympique lyonnais (prêt) | France   | Ligue 1       | 19          | 0           | 3                 | 0                 | C1+C3          | 4+5            | 0              | 31     | 0     |

Dernière mise à jour le 3 juillet 2014.

## Palmarès
- FC Porto
  - Vainqueur de la Coupe du Portugal en 2010
  - Vainqueur de la Supercoupe du Portugal en 2009, 2010, 2012
  - Champion du Portugal en 2013

- Betis Séville
  - Champion d'Espagne de D2 en 2011

- Sporting CP
  - Vainqueur de la Coupe du Portugal en 2015

- Akhisar Belediyespor
  - Vainqueur de la Coupe de Turquie 2018